# Lucien Sainte-Rose
Lucien Sainte-Rose (* 29. Mai 1953 in Fort-de-France) ist ein ehemaliger französischer Sprinter.
Bei den Olympischen Spielen 1972 in München erreichte er über 200 Meter das Halbfinale.
Mit der französischen Mannschaft siegte er bei den Halleneuropameisterschaften 1973 in Rotterdam in der 4-mal-360-Meter-Staffel und bei den Europameisterschaften 1974 in Rom in der 4-mal-100-Meter-Staffel.
Ebenfalls in der 4-mal-100-Meter-Staffel kam er bei den Olympischen Spielen 1976 in Montreal auf den siebten und bei den Europameisterschaften 1978 in Prag auf den vierten Platz.
1973 wurde er französischer Meister über 200 Meter, 1977 über 100 Meter.

## Persönliche Bestzeiten
- 100 m: 10,43 s, 23. Juli 1977, Nevers
- 200 m: 20,76 s, 3. September 1972, München (handgestoppt: 20,5 s, 8. Mai 1977, Les Abymes)